# Joševa (Valjevo)
Pour les articles homonymes, voir Joševa.
Joševa (en serbe cyrillique : Јошева) est un village de Serbie situé sur le territoire de la Ville de Valjevo, district de Kolubara. Au recensement de 2011, il comptait 202 habitants.

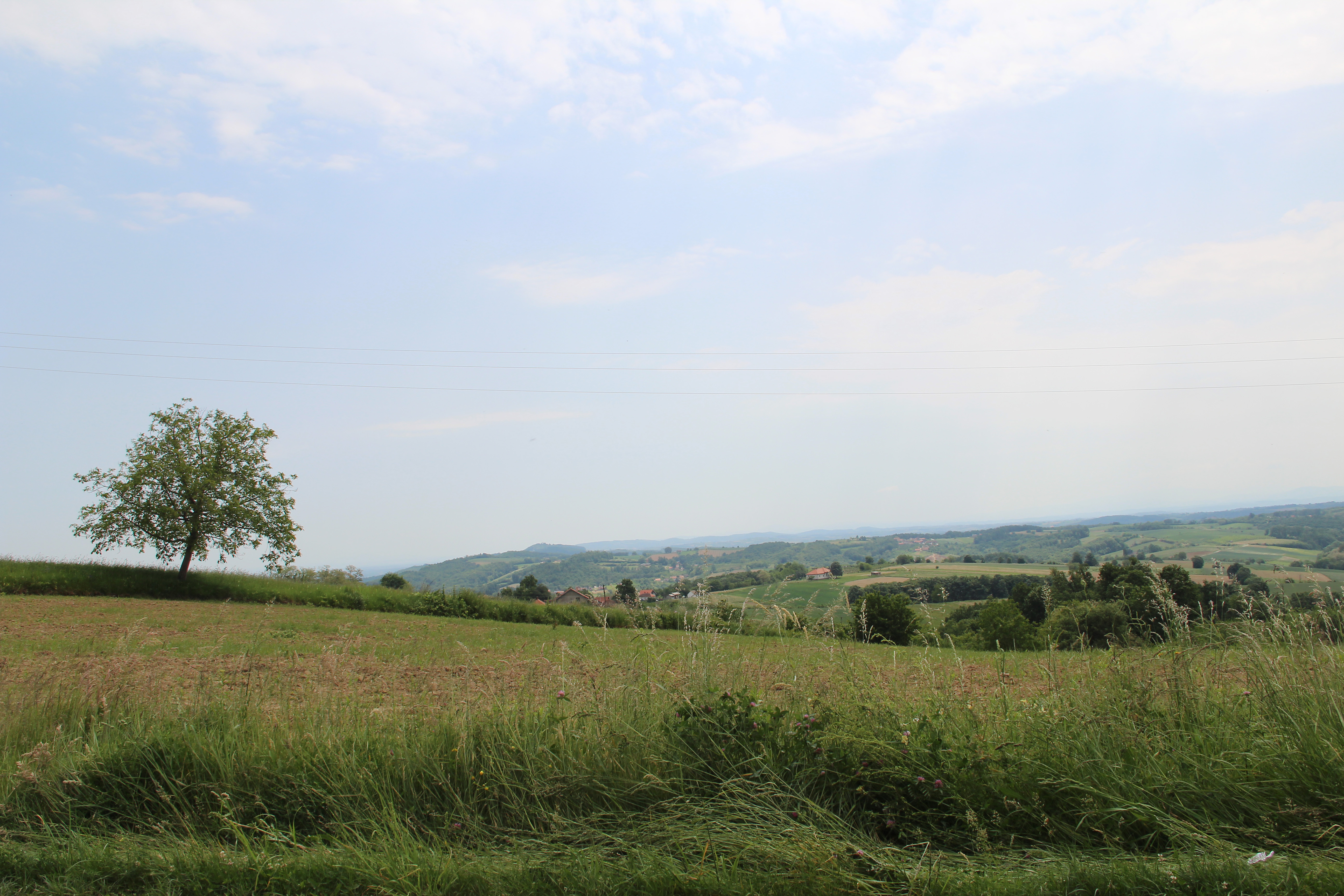
Joseva - panorama
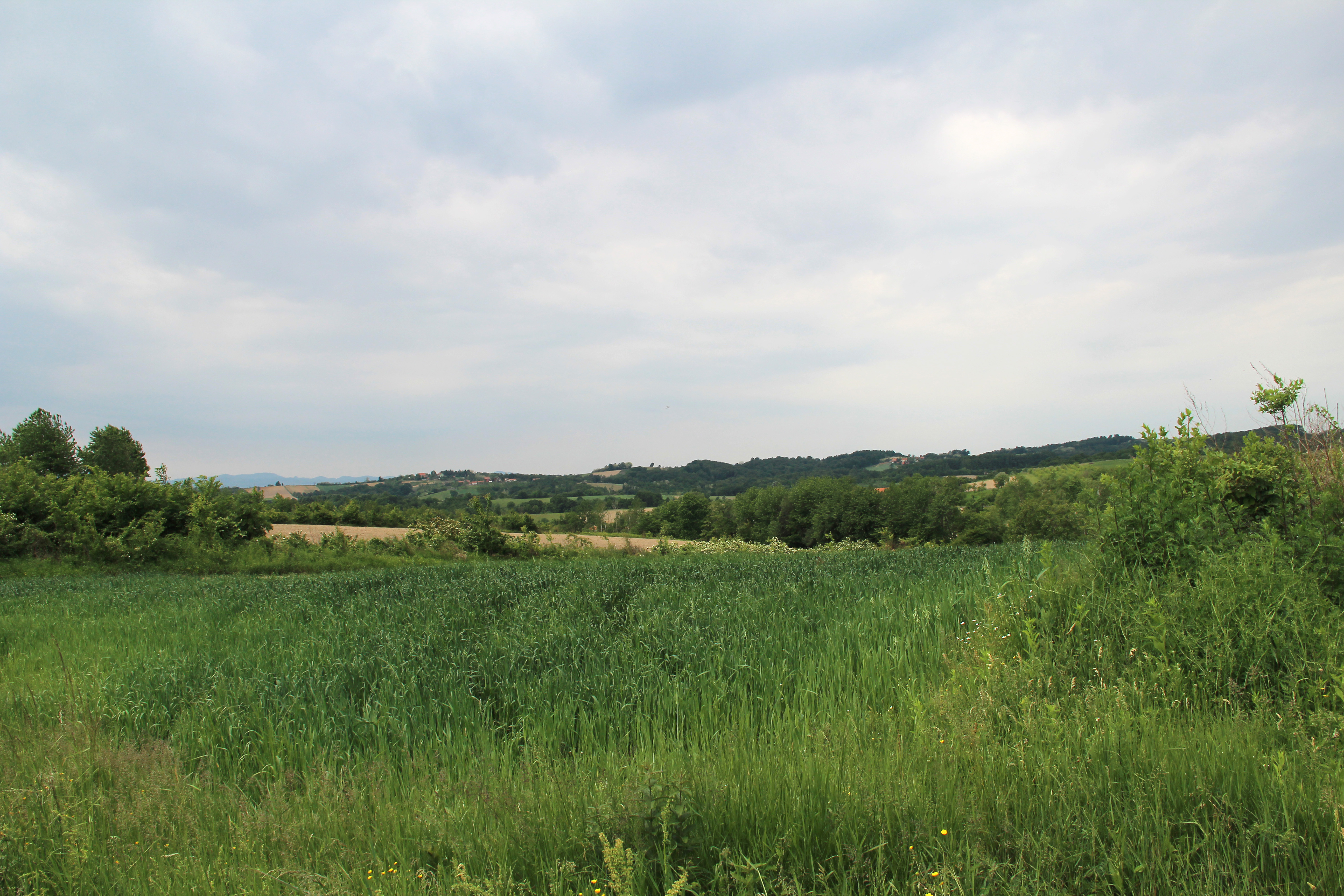
Joseva - panorama
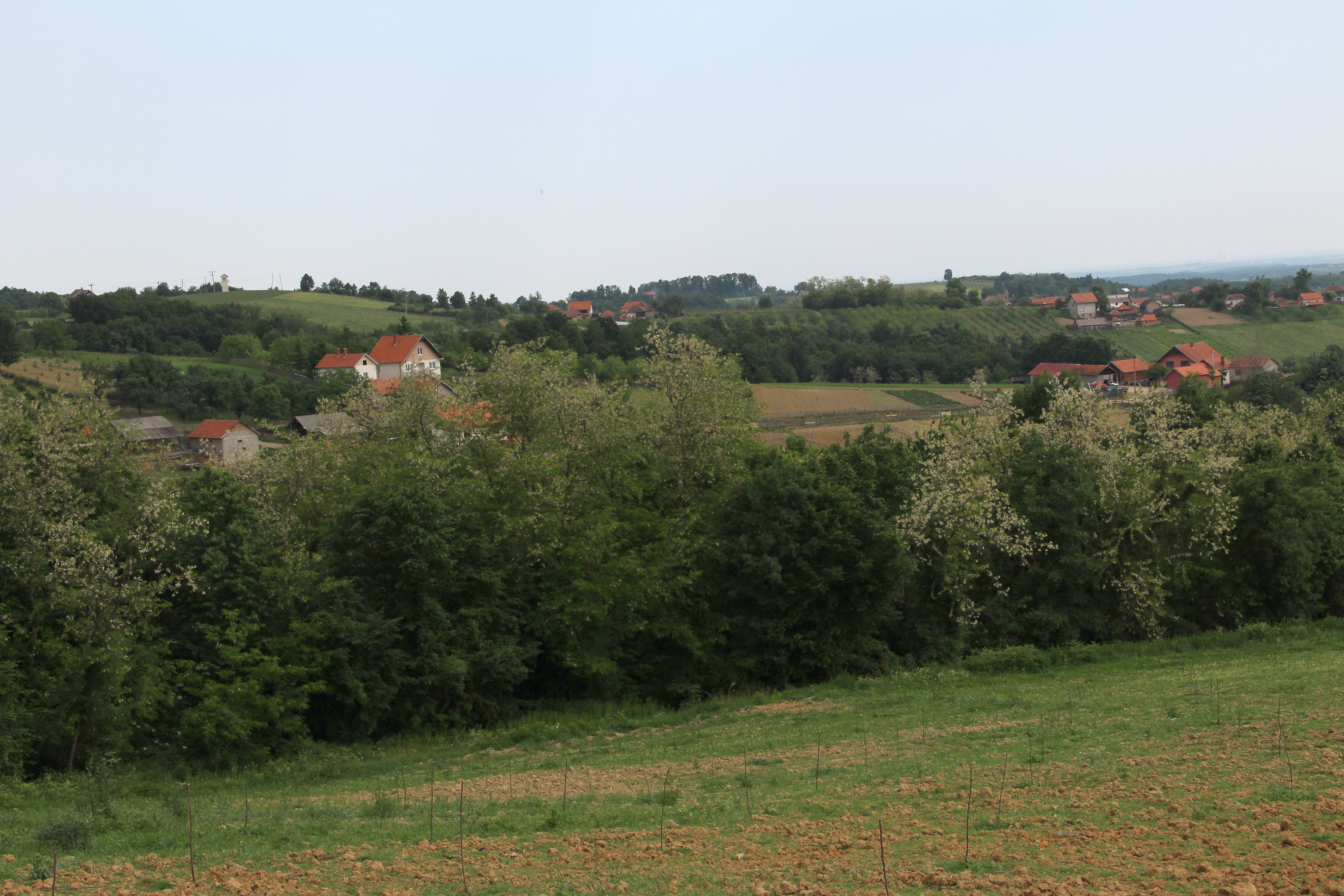
Joseva - panorama
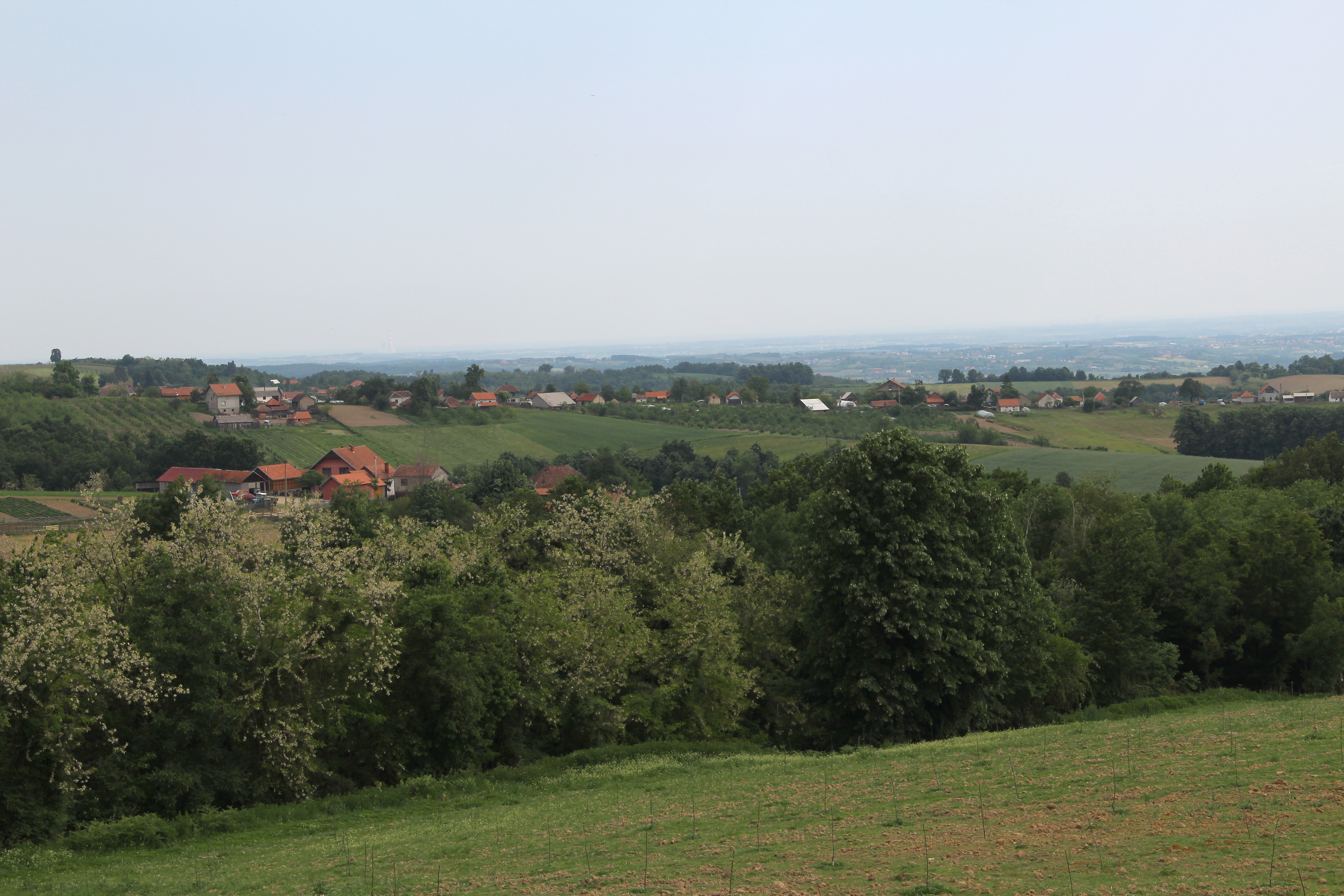
Joseva - panorama
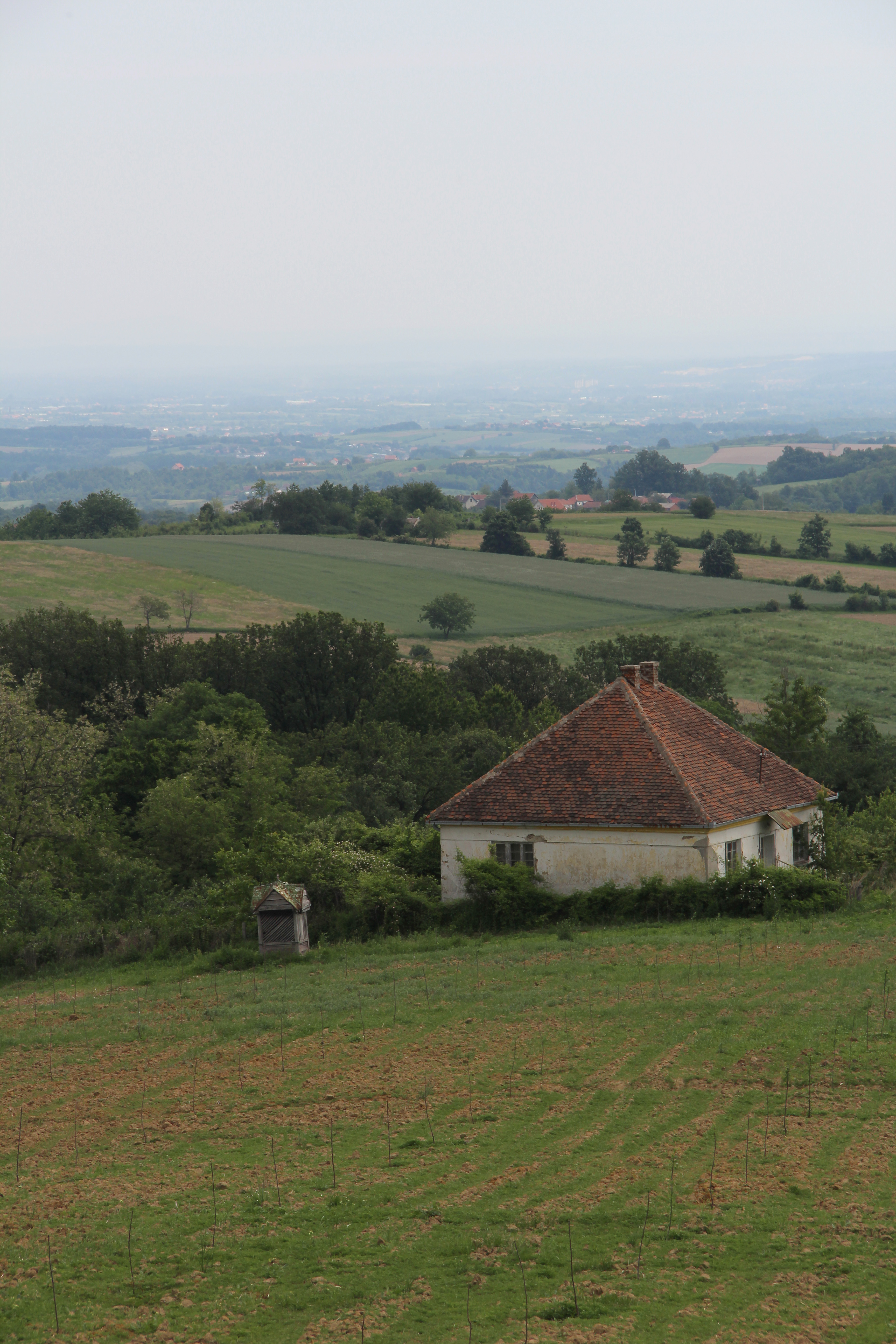
Joseva - panorama
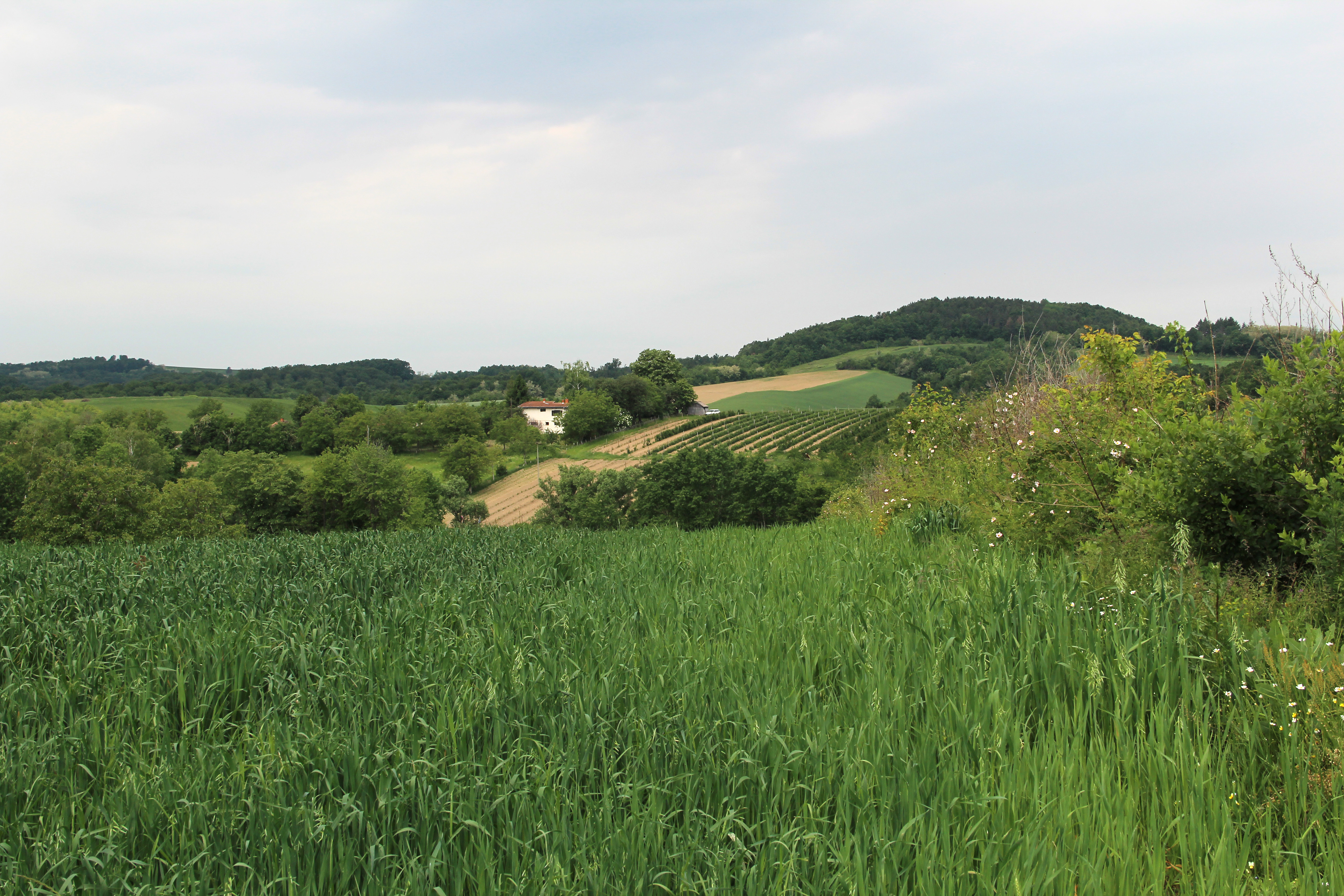
Joseva - panorama
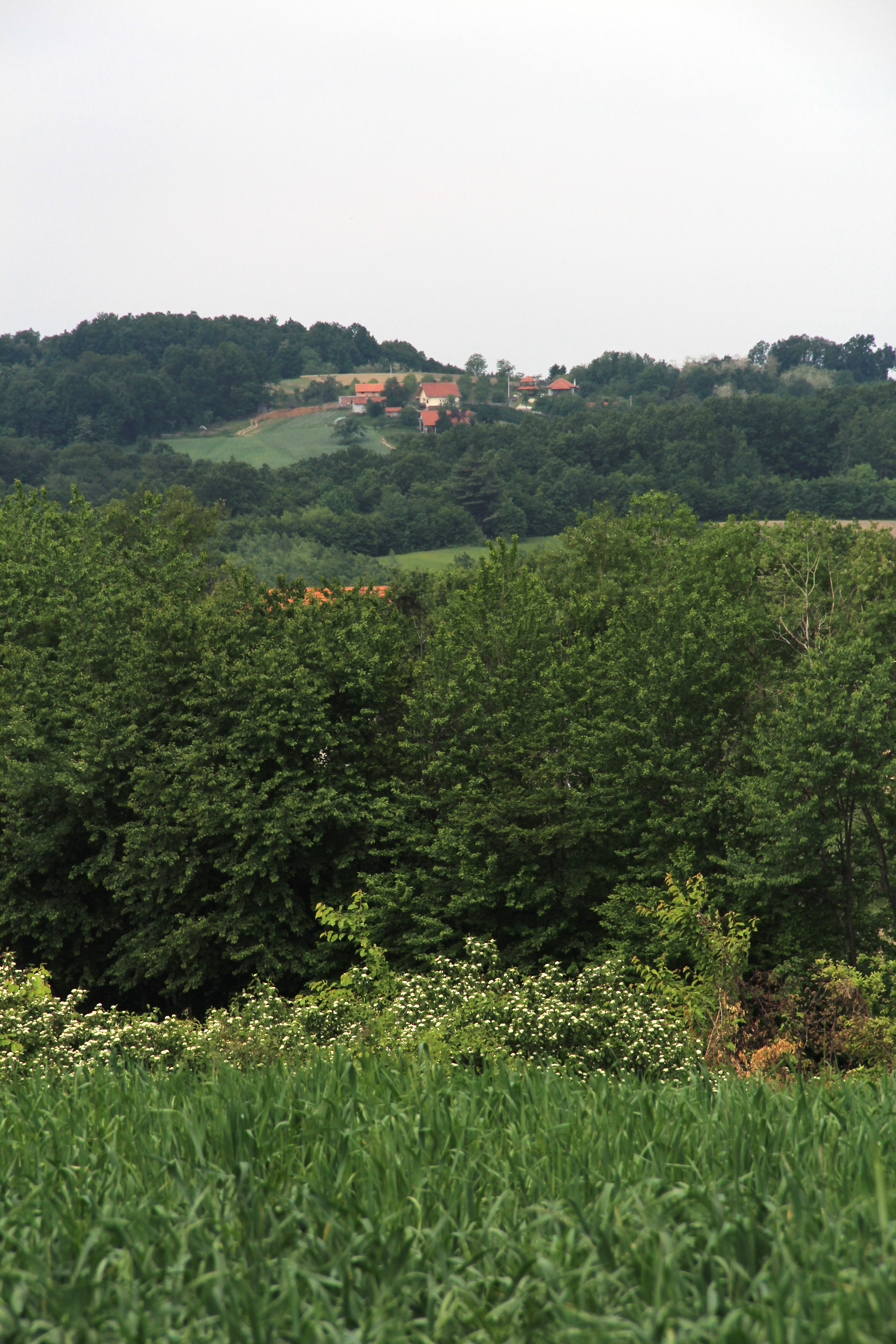
Joseva - panorama

## Démographie
| 1948 | 1953 | 1961 | 1971 | 1981 | 1991 | 2002 | 2011 |
| ---- | ---- | ---- | ---- | ---- | ---- | ---- | ---- |
| 405  | 399  | 388  | 368  | 306  | 276  | 272  | 202  |

|  |